# Cyperobia
Cyperobia is een geslacht van wantsen uit de familie van de Tingidae (Netwantsen). Het geslacht werd voor het eerst wetenschappelijk beschreven door Ernst Evald Bergroth in 1927.

## Soorten
Het genus bevat de volgende soort:

- Cyperobia carectorum Bergroth, 1926